# Johann Kiemann der Ältere
Johann Kiemann (um ihn mit seinem Sohn Johann Kiemann nicht zu verwechseln, später Johann Kiemann der Ältere genannt; * 21. Oktober 1797 in Wallern; † 18. April 1872 in Prag) war ein österreichisch-tschechischer Jurist und Politiker deutscher Nationalität, in den 1860er-Jahren Mitglied des Böhmischen Landtags und des kaiserlichen Reichsrates.

## Leben
Johann Kiemann wurde am 21. Oktober 1797 in Wallern als Sohn des Rotgerbers Peter Kiemann und seiner Frau Agnes, geb. Veit, geboren. Er studierte Rechtswissenschaften an der Universität Wien, worin er 1825 promovierte. Im Jahre 1834 wurde er Landanwalt in Böhmen. Neben dieser Tätigkeit konzentrierte er sich auf Messungen von topographischen Altituden auf dem Gebiet des heutigen Tschechiens, deren Ergebnisse der deutsche Sachbuchautor Johann Gottfried Sommer in seinen topographischen Werken nutzte.
Außerdem nahm Kiemann als Politiker am öffentlichen Leben teil. Während der Revolution von 1848/1849 im Kaisertum Österreich wurde er von seinem Heimatwahlbezirk Winterberg in den österreichischen Reichstag in Wien gewählt. Im Oktober 1848, in der zweiten Phase der Revolution, verließ er das Parlament und trat im Dezember zurück. Sein Nachfolger wurde Jan Daniel Rozsypal (1819–1880).
Kiemann setzte seine akademische Karriere fort und wurde 1850/51 zum Dekan der Juristischen Fakultät in Prag gewählt. Außerdem saß er 1851 bis 1860 im Prager Gemeinderat und hatte dort einige Jahre das Amt des Stadtrates inne.
In der zweiten Hälfte der 1860er-Jahre begann Kiemann als Mitglied der Deutschliberalen Partei, sich für die Landespolitik zu interessieren. Während der Wahlen im Januar 1867 wurde seine Kurie (Wahlbezirke Winterberg, Prachatitz und Wallern) in den Böhmischen Landtag gewählt. Bei den Neuwahlen, die bereits im März 1867 erfolgten, konnte er sein Mandat erfolgreich verteidigen. Noch im selben Jahr wurde Kiemann vom Landtag in den kaiserlichen Reichsrat entsandt. Damals wurde der Reichsrat nicht direkt gewählt, sondern setzte sich aus Delegierten der einzelnen Landtage zusammen.
Am 18. April 1872 starb Kiemann plötzlich im Park des Lustschlosses der Königin Anna in Prag. Er brach während eines Spaziergangs zusammen und war sofort tot. Er hinterließ seine Söhne Johann, ebenfalls Jurist und Politiker, sowie Anton Kiemann, einen Prager Juristen.